# 溝端佐登史
溝端 佐登史（みぞばた さとし、1955年 - ）は、日本の経済学者、京都大学名誉教授。

## 略歴
大阪府生まれ。1979年大阪外国語大学ロシア語科卒、1987年京都大学大学院経済学研究科経済政策学博士課程中退、1997年「ロシア経済・経営システム研究 ソ連邦・ロシア企業・産業分析」で経済学博士。
1987年岐阜経済大学講師となり、助教授、1991年京都大学経済研究所助教授をへて、教授、所長。2009年ロシア・東欧学会副代表理事。2015年ロシア・東欧学会代表理事。2019年比較経済体制学会代表幹事。2021年京都大学名誉教授。

## 著書
- 『ロシア経済・経営システム研究 ソ連邦・ロシア企業・産業分析』法律文化社 1996

### 共編著
- 『ロシア経済』小野堅, 岡本武共編 世界思想社 1998
- 『市場経済移行論』吉井昌彦共編 世界思想社 2002
- 『ロシアのビッグビジネス』ヤコブ・シャヤヴィッチ・パッペ共著, 小西豊, 横川和穂共訳 文理閣 2003
- 『市場経済の多様化と経営学 変わりゆく企業社会の行方』(現代社会を読む経営学) 小西豊, 出見世信之共編著 ミネルヴァ書房 2010
- 『ロシア・拡大EU』 (世界政治叢書) 羽場久美子共編著 ミネルヴァ書房 2011
- 『現代ロシア経済論』(シリーズ・現代の世界経済）吉井昌彦共編著 ミネルヴァ書房 2011
- 『ロシア近代化の政治経済学』編著 文理閣 2013

### 翻訳
- デービッド・レーン,キャメロン・ロス『ロシアのエリート 国家社会主義から資本主義へ』藤原克美,小西豊, 酒井正三郎,林裕明共訳 窓社 2001
- デービッド・レーン『国家社会主義の興亡 体制転換の政治経済学』林裕明, 小西豊共訳著 明石書店 (明石ライブラリー） 2007
- スレイマン・イブラヒム・コーヘン『国際比較の経済学 グローバル経済の構造と多様性』岩﨑一郎,雲和広,徳永昌弘共監訳, 比較経済研究会訳 NTT出版 2012
- コルナイ・ヤーノシュ『資本主義の本質について イノベーションと余剰経済』堀林巧, 林裕明, 里上三保子共訳 NTT出版 2016

## 論文
- <溝端佐登史